# Francis W. Joaque
Francisco Wilberforce Joaque (c. 1845-1 de noviembre de 1895) fue un fotógrafo sierraleonés. Descendiente de africanos liberados, es conocido como uno de los primeros fotógrafos profesionales de ascendencia africana. Su obra ha contribuido notablemente a la historia visual de África Central y Occidental durante finales del siglo XIX.
Se han recopilado copias de fotografías históricas de Joaque como ejemplos de la fotografía africana del siglo XIX por el Museo Británico, el Museo de Fotografía de los Países Bajos, la Biblioteca Nacional de Francia y el Museo Rietberg.

## Biografía
Joaque nació alrededor de 1845 en Freetown, Sierra Leona Británica, de padres de habla krio. Su padre, Richard Vincent Joaque, fue descrito como «un miembro destacado de la descendencia de los africanos liberados» y de ascendencia matrilineal ijesha yoruba. El abuelo de Joaque había sido sacado de su hogar natal en el área de Popo de Dahomey por esclavistas españoles, quienes lo pusieron a trabajar como marinero en un barco de esclavos antes de ser liberado por el Escuadrón de África Occidental después de la captura del barco. Después de establecerse en Sierra Leona, el abuelo de Joaque dirigió un negocio de subastas, que pasó a manos de Richard.
Joaque estudió en la escuela secundaria de la Church Mission Society británica en Freetown. A principios de la década de 1860, recibió formación en navegación durante dos años a bordo del HMS Rattlesnake. Después de esto, trabajó como sobrecargo en el Corra Linn, un barco de vapor del gobernador británico en Sierra Leona.

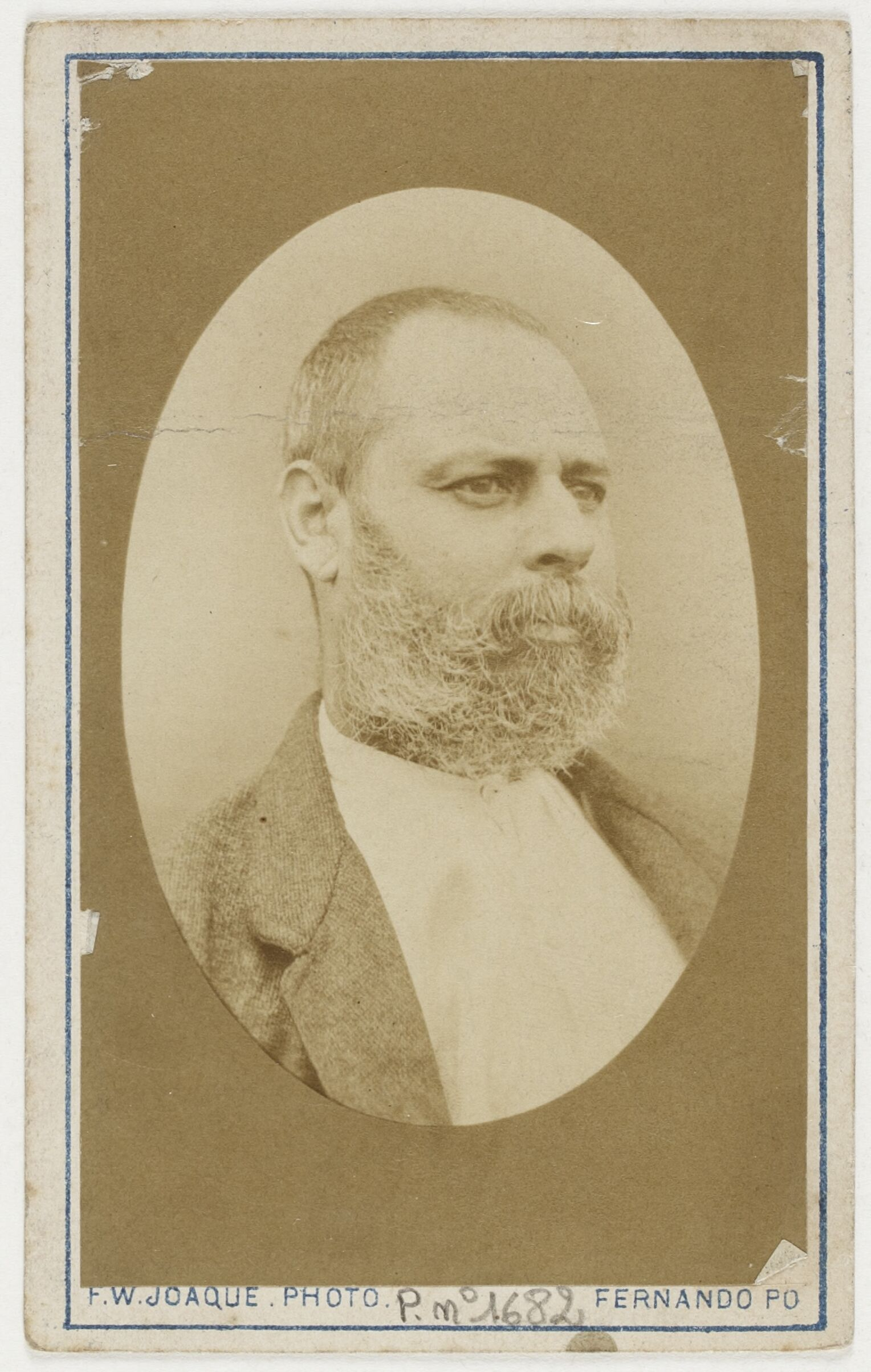
Fotografía del explorador inglés en África Occidental Robert Bruce Napoleon Walker tomada por Joaque en una tarjeta de visita, 1886.

Joaque, cuya carrera fotográfica abarcó varias regiones costeras de África occidental y central, ha sido considerado uno de los primeros fotógrafos profesionales africanos. Entre 1865 y 1890 cerró temporalmente su estudio fotográfico en Freetown y abrió un nuevo estudio en Fernando Pó, una isla de Guinea Ecuatorial, hoy llamada Bioko. En la década de 1870, el gobernador español Diego Santisteban le encargó una serie de catorce fotografías de Santa Isabel, la antigua capital de Fernando Pó. Durante estos años también trabajó en Libreville, Gabón. Posteriormente regresó a Freetown y estableció su nuevo estudio en 1890. Algunos años después, Joaque murió en Freetown el 1 de noviembre de 1895.

## Recepción
Al comentar sobre los primeros fotógrafos nacidos en África, como los hermanos Lutterodt, Neils Walwin Holm, J. A. Green y Joaque, así como sobre su contribución a la circulación de fotografías en África Occidental y más allá, el historiador Jörg Schneider de la Universidad de Basilea, Suiza, escribió:

La información visual sobre África había llegado a Europa durante siglos antes de la segunda mitad del siglo XIX, pero se centraba en áreas geográficas relativamente pequeñas y, por lo general, solo llegaba a una pequeña élite culta. Sin embargo, esto cambió cuando las nuevas técnicas de impresión permitieron la producción de revistas y libros ilustrados a bajo precio en una época en que el imperialismo europeo cobraba impulso.
Jörg Schneider, Demand and Supply: Francis W. Joaque, an Early African Photographer in an Emerging Market

Las fotografías de Joaque fueron publicadas como grabados en revistas ilustradas del siglo XIX como La Ilustración Española y Americana en España y Über Land und Meer en Alemania, así como en informes misioneros y diarios de viaje.
Además, sus fotografías fueron presentadas en exposiciones coloniales, incluidas las de Gabón (1887) y París (1900), lo que resalta su reconocimiento internacional y la demanda de su obra durante esa época. En su estudio «Circulación de fotografías de África occidental en el paisaje visual atlántic», Schneider analizó la circulación más amplia de la fotografía temprana en la región, destacando la obra de Joaque en diversas regiones de África occidental y central «a lo largo de los caminos de una enorme y dinámica red tejida y anudada por los movimientos de personas y fotografía».

### Fotografías de Joaque en colecciones privadas y públicas
Según Christraud M. Geary, alrededor de 200 imágenes de Joaque todavía existen en colecciones europeas. Un retrato suyo con una cámara estereoscópica sobre un trípode se conserva en la Biblioteca Nacional de España en Madrid. Tarjetas de visita e impresiones a la albúmina de su obra se conservan en varias colecciones públicas, entre ellas el Museo Británico, el Museo de Fotografía de los Países Bajos en Róterdam, la Biblioteca Nacional de Francia en París, y el Museo Rietberg en Zúrich. Además, dos de sus fotografías se incluyeron en la exposición de 2022 «El futuro parpadea. Fotografía de estudio temprana de África occidental y central» en el Museo Rietberg.

## Galería

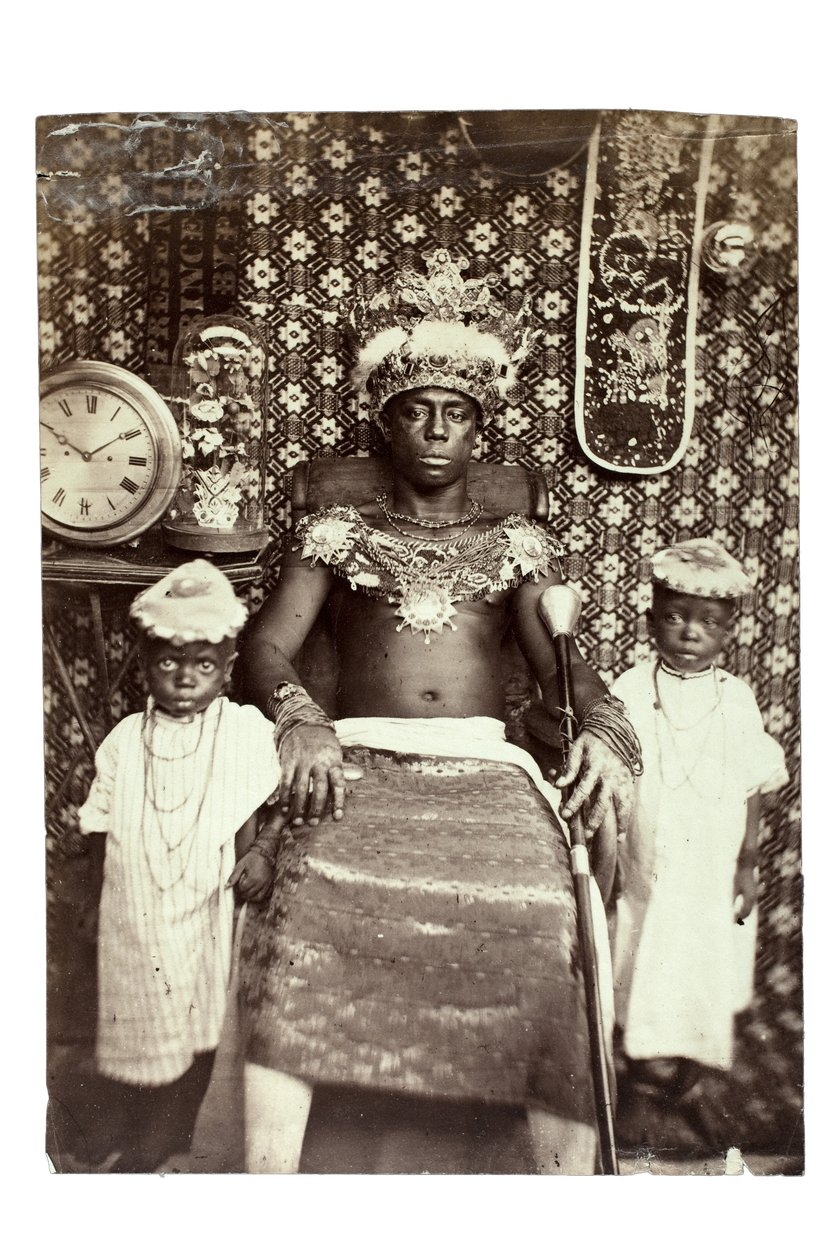
Jefe de Calabar, Nigeria, c.1870.
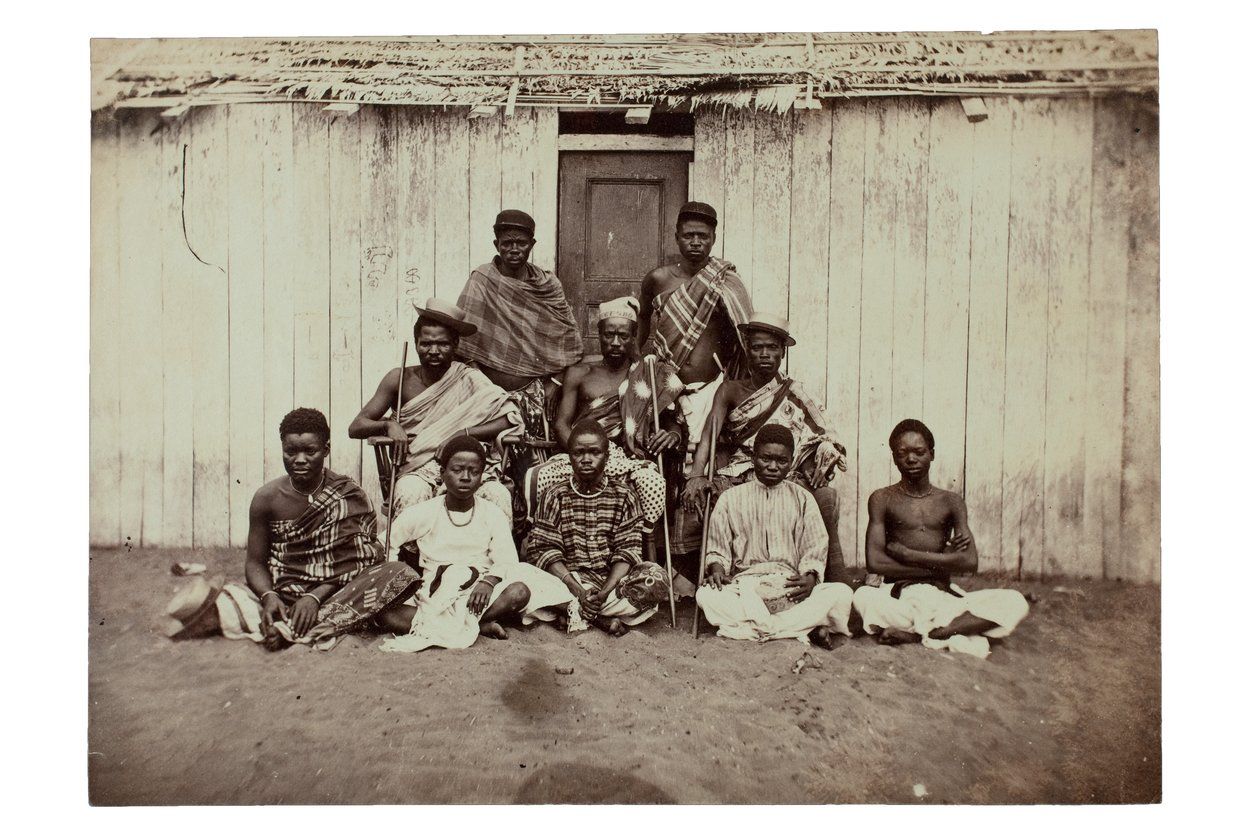
Un jefe africano.
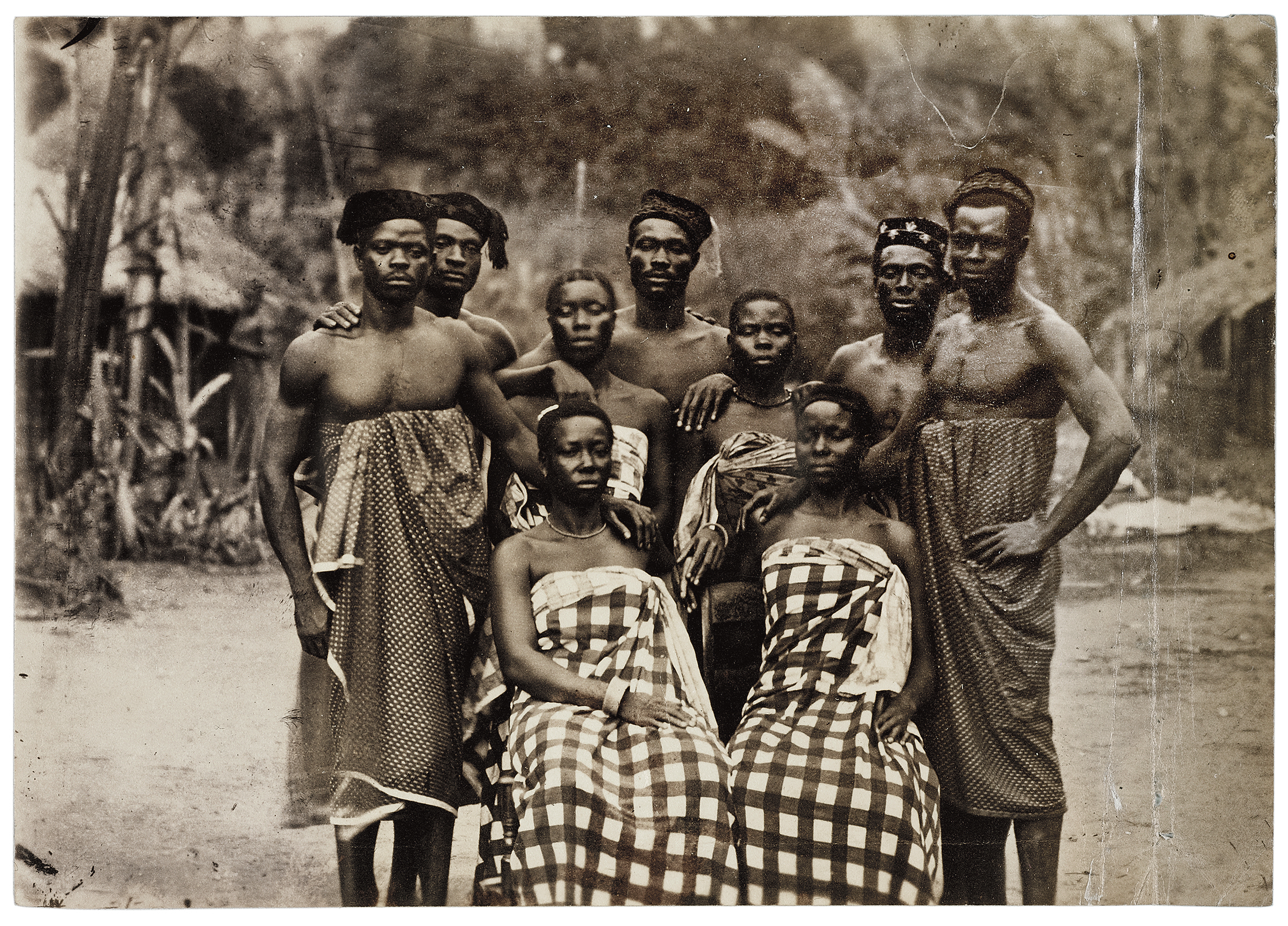
Hombres y mujeres africanos, Gabón, Batanga, ca. 1870.
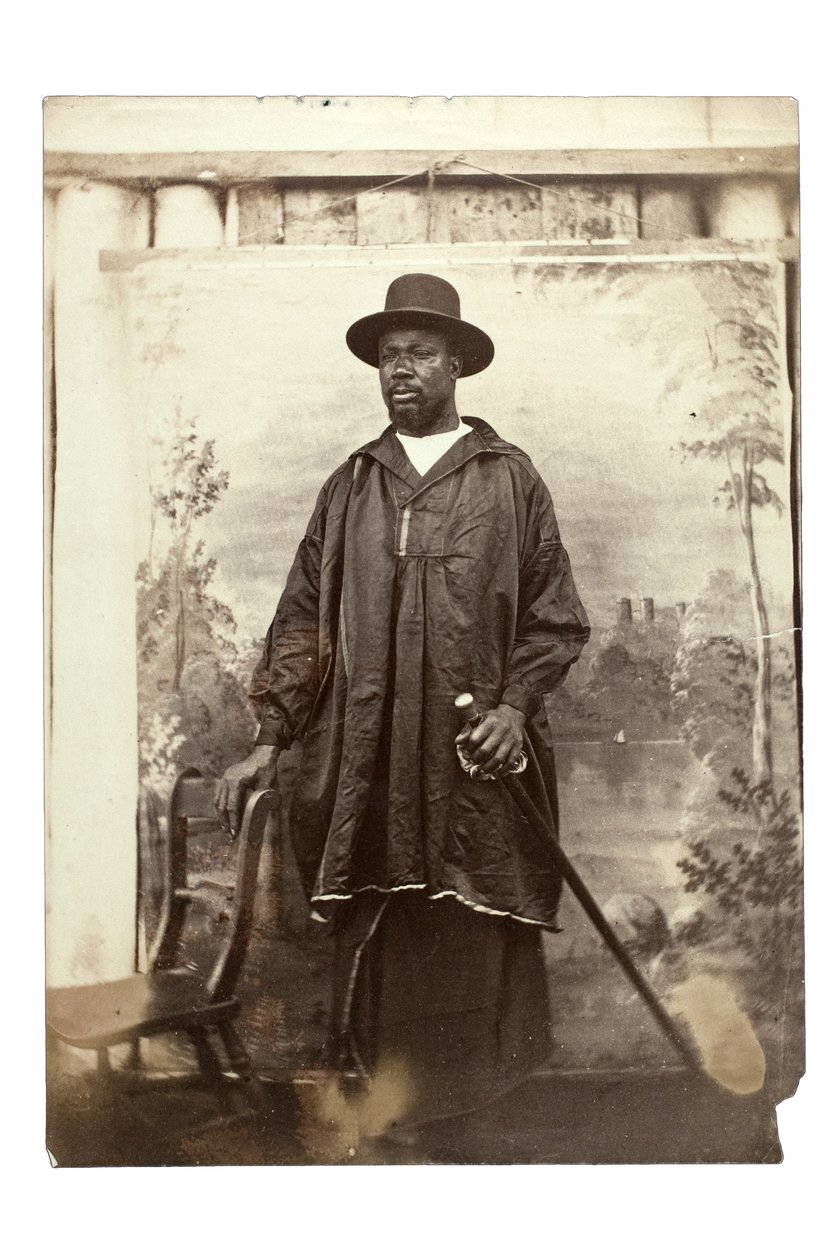
Jefe de Brass, Nigeria.

## Lectura adicional
- Foliard, Daniel (1 de enero de 2023). «Photography as Absence: Implicit Histories (Africa, Late Nineteenth and Early Twentieth Centuries)». Sources. Materials & Fieldwork in African Studies (6 (Photos & Photographers)): 65-84.
- Graham-Stewart, Michael; McWhannell, Francis (2020). Broad sunlight. Early West African photography. Londres, Reino Unido: Michael Graham-Stewart. ISBN 978-1-5272-5150-2.
- Gordon, Robert; Kurzwelly, Jonatan (2018). «Photographs as Sources in African History». Oxford Research Encyclopedia of African History. London: Oxford University Press. ISBN 978-0-19-027773-4. doi:10.1093/acrefore/9780190277734.013.250.
- Paoletti, Giulia (1 de marzo de 2017). «Early Histories of Photography in West Africa (1860–1910) - The Metropolitan Museum of Art». www.metmuseum.org (en inglés).
- Haney, Erin; Schneider, Jürg. (2014). Early Photographies in West Africa. Philadelphia, PA: Taylor et Francis.
- Pinney; Peterson, eds. (2003). Photography′s Other Histories (en inglés). ISBN 978-0-8223-3113-1. doi:10.1215/9780822384717.
- Geary, Christraud M. (1991). «Old Pictures, New Approaches: Researching Historical Photographs». African Arts 24 (4): 36-98. ISSN 0001-9933. doi:10.2307/3337042.